# Universidade do Sudeste
A Universidade do Sudeste (em inglês:   Southeastern University) é uma universidade privada pentecostal localizada em Lakeland (Flórida), nos Estados Unidos da América. É afiliada as Assembleia de Deus.

## História
A escola foi fundada em 1935 em New Brockton em Alabama pelas Assembleia de Deus, sob o nome de Alabama Shield of Faith Institute.  Em 1952, ela se mudou para Lakeland (Flórida).  Em 1986, a escola recebeu o credenciamento da Southern Association of Colleges and Schools. Em 2005, assumiu o nome atual, Southeastern University. Para o ano de 2021-2022, teve 9,365 alunos. 